# Кулак, Григорий Гаврилович
Григорий Гаврилович Кулак (7 сентября 1915, Виры — 7 декабря 1987, там же) — командир орудия ИСУ-152 350-го гвардейского тяжелого самоходно-артиллерийского полка 3-го Белорусского фронта, гвардии старший сержант — на момент представления к награждению орденом Славы 1-й степени.

## Биография
Родился 7 сентября 1915 года в селе Виры (ныне — Белопольского района Сумской области) в семье крестьянина. Украинец. Окончил 4 класса. Работал в колхозе.
В Красной Армии с 1939 года. Участник Великой Отечественной войны с июня 1941 года. Отличился при освобождении Орши, Минска, штурме Кенигсберга. Член ВКП/КПСС с 1944 года.
Заряжающий ИСУ-152 1445-го самоходно-артиллерийского полка Резерва Верховного Главного Командования ефрейтор Григорий Кулак в наступательных боях за населённый пункт Братково Мятли 24 декабря 1943 года в составе экипажа огнём из орудия рассеял группу автоматчиков, сосредоточившихся для контратаки. В бою был ранен, но остался в строю и продолжал выполнять поставленную задачу. Экипаж уничтожил свыше 10 автоматчиков, 3 противотанковых орудия и миномёт. Приказом по войскам 38-го стрелкового корпуса от 3 января 1944 года «за образцовое выполнение заданий командования в боях с немецко-фашистскими захватчиками» ефрейтор Кулак Григорий Гаврилович награждён орденом Славы 3-й степени.
В боях при прорыве обороны противника в районе населённого пункта Стайки в составе 1445-го самоходно-артиллерийского полка Резерва Верховного Главного Командования сержант Григорий Кулак 1 июля 1944 года был ранен, но боевую машину не покинул, а продолжал действовать. В ходе боя экипаж уничтожил 2 дзота, 4 пулеметные точки, 2 противотанковых орудия, до отделения пехоты. Приказом по войскам 31-й армии от 4 сентября 1944 года «за образцовое выполнение заданий командования в боях с немецко-фашистскими захватчиками» сержант Кулак Григорий Гаврилович награждён орденом Славы 2-й степени.
Командир орудия ИСУ-152 350-го гвардейского тяжелого самоходно-артиллерийского полка гвардии старший сержант Григорий Кулак 28 сентября 1944 года, действуя за наводчика, при прорыве обороны противника в районе населённого пункта Калнуй и при его преследовании точным огнём подбил танк, поразил 5 противотанковых пушек, 2 дзота и более 20 гитлеровцев. В районе Зеленка 16 октября 1944 года в числе первых вышел к государственной границе СССР, вступил на территорию Восточной Пруссии и в составе экипажа уничтожил минометную батарею, 2 противотанковых орудия, 8 блиндажей и свыше отделения пехоты противника.
Указом Президиума Верховного Совета СССР от 24 марта 1945 года «за образцовое выполнение заданий командования в боях с немецко-фашистскими захватчиками» гвардии старший сержант Кулак Григорий Гаврилович награждён орденом Славы 1-й степени, став полным кавалером ордена Славы.
В 1945 году старшина Г. Г. Кулак демобилизован по инвалидности. Жил в родном селе. Работал в колхозе «Заря коммунизма». Умер 7 декабря 1987 года.
Награждён орденами Отечественной войны 1-й степени, Красной Звезды, Славы 1-й, 2-й и 3-й степени, медалями. Его имя выбито на памятном знаке землякам-героям в городе Белополье.